# Napoleone Orsini
Napoleone Orsini (c. 1420 – setembro de 1480) foi um condotiero italiano. Filho de Orso Orsini de Bracciano, combateu pelo Papa Eugénio IV contra Francesco Sforza em 1443. Depois, na década de 1450, apoiou Fernando de Aragão na luta entre o Reino de Nápoles e o Ducado de Milão. Mais tarde Orsini lutou contra as famílias das baronias rivais Colonna e Anguillara, no Lácio.
Em 1461, como comandante dos Estados Pontifícios no pontificado do Papa Pio II, derrotou Sigismondo Pandolfo Malatesta, que entrava no Reino de Nápoles em Mondolfo, nos Abruzzi. No ano seguinte foi nomeado comandante-chefe do exército dos Estados Pontifícios e combateu contra Roberto Malatesta, senhor de Rimini, ficando ferido nessa campanha. Orsini não mais tomou parte em combates militares de relevo.